# Charthaval
Charthaval (o Charthawal) è una suddivisione dell'India, classificata come nagar panchayat, di 19.599 abitanti, situata nel distretto di Muzaffarnagar, nello stato federato dell'Uttar Pradesh. In base al numero di abitanti la città rientra nella classe IV (da 10.000 a 19.999 persone).

## Geografia fisica
La città è situata a 29° 33' 0 N e 77° 34' 60 E e ha un'altitudine di 241 m s.l.m..

## Società

### Evoluzione demografica
Al censimento del 2001 la popolazione di Charthaval assommava a 19.599 persone, delle quali 10.301 maschi e 9.298 femmine. I bambini di età inferiore o uguale ai sei anni assommavano a 3.670, dei quali 1.991 maschi e 1.679 femmine. Infine, coloro che erano in grado di saper almeno leggere e scrivere erano 9.935, dei quali 6.051 maschi e 3.884 femmine.